# Zbigniew Kiernikowski
Zbigniew Kiernikowski (Szamarzewo, 2 luglio 1946) è un vescovo cattolico polacco, dal 28 giugno 2021 vescovo emerito di Legnica.

## Biografia
Zbigniew Kiernikowski è nato a Szamarzewo, un villaggio nel comune di Kołaczkowo, il 2 luglio 1946 da Mieczysław ed Edmunda (nata Furmaniak). Il 28 luglio 1946 è stato battezzato nella chiesa parrocchiale di San Giacomo a Sokolniki.

### Formazione e ministero sacerdotale
Ha frequentato la scuola primaria a Szamarzewo dal 1953 al 1960 e la scuola secondaria di Września dal 1960 al 1964, dove ha superato l'esame di maturità. Tra il 1964 e il 1965 ha studiato presso l'Università di Tecnologia di Poznań, completando il primo anno. Dal 1965 al 1971 ha compiuto gli studi per il sacerdozio presso il seminario maggiore di Gniezno.
Il 6 giugno 1971 è stato ordinato presbitero per l'arcidiocesi di Gniezno nella chiesa parrocchiale di Sokolniki da monsignor Jan Czerniak, vescovo ausiliare di Gniezno. In seguito è stato vicario parrocchiale a Trzemeszno dal 1971 al 1972. Nel 1972 è stato inviato a Roma per studi. Nel 1976 ha conseguito la licenza e nel 1981 il dottorato in scienze bibliche presso il Pontificio Istituto Biblico a Roma con una dissertazione intitolata La crescita della comunità, Corpo di Cristo: l'identità e il dinamismo della vita cristiana rispecchiate nella dinamica del testo della Lettera ai Colossesi scritta sotto la supervisione del prof. padre Fritzleo Lentzen-Deis.
Tornato in diocesi è entrato in servizio presso il seminario primaziale di Gniezno ed è stato nominato vicario parrocchiale della parrocchia della cattedrale dell'Assunzione della Beata Vergine Maria della stessa città. È stato docente di omiletica e materie bibliche. Inoltre, dal 1981 al 1982 è stato prefetto degli studi e dal 1982 al 1986 vice-rettore. Inoltre, ha tenuto conferenze su argomenti biblici presso il seminario maggiore della Congregazione dello Spirito Santo a Bydgoszcz dal 1982 al 1986 e presso l'Istituto primaziale di cultura cristiana di Gniezno e Bydgoszcz dal 1983 al 1986. Ha anche tenuto corsi biblici nell'ambito della formazione di sacerdoti e suore.
Nel 1986 è tornato a Roma per assumere l'incarico di vice-rettore del Pontificio Istituto Polacco. L'anno successivo è stato nominato rettore dello stesso. Ha tenuto lezioni di teologia biblica e missiologia presso la Pontificia università urbaniana dal 1987 al 2002 e di teologia biblica ed etica presso la Pontificia università "San Tommaso d'Aquino" dal 1991 al 2005. Nel 2001 è entrato in servizio presso la Facoltà di teologia dell'Università Niccolò Copernico di Toruń. Nel 2003 è stato nominato professore associato presso lo stesso ateneo. Nel 2002 è diventato docente presso il seminario teologico superiore di Siedlce. Dal 2003 al 2006 ha tenuto lezioni su commissione nel campo della letteratura e degli studi biblici presso l'Istituto di filologia polacca dell'Akademia Podlaska di Siedlce.
Negli anni di sacerdozio ha proseguito gli studi. Nel 2000 si è laureato presso l'Università Cardinale Stefan Wyszyński di Varsavia  e l'anno successivo ha conseguito un secondo dottorato in scienze teologiche con specializzazione in studi biblici presso lo stesso ateneo con una tesi intitolata Eucharystia i jedność (Eucaristia e unità). Nel 2012 gli è stato conferito il titolo accademico di professore di scienze teologiche.
Ha aderito al movimento Luce e vita e al Cammino neocatecumenale. Ha partecipato più volte a incontri con vescovi di tutto il mondo e a ritrovi con rabbini organizzati dal Cammino neocatecumenale in Terra Santa, nella Domus Galilaeae. È stato il postulatore della fase romana del processo di beatificazione di padre Jerzy Popiełuszko.
Nel 1989 è diventato membro dell'Associazione Evangelium und Kultur. e.V., finalizzato a promuovere gli insegnamenti biblici. Nel 1993 è diventato presidente dell'associazione. Nel 2004 è entrato a fare parte dell'Associazione dei biblisti polacchi. Ha contribuito alla pubblicazione del catechismo di Siedlce. È stato membro dei consigli scientifici dei periodici Teologia i człowiek e Teologiczne Studia Siedleckie.

### Ministero episcopale
Il 28 marzo 2002 papa Giovanni Paolo II lo ha nominato vescovo di Siedlce. Ha ricevuto l'ordinazione episcopale il 20 maggio successivo nella basilica di San Pietro in Vaticano dal cardinale Angelo Sodano, segretario di Stato di Sua Santità, co-consacranti l'arcivescovo metropolita di Gniezno Henryk Józef Muszyński e il vescovo emerito di Siedlce Jan Mazur. Come motto ha scelto l'espressione "Evangelio oboedientia – Eucharistia". Ha preso possesso della diocesi il 25 maggio successivo  e il 7 giugno è entrato solennemente nella cattedrale dell'Immacolata Concezione di Maria Vergine a Siedlce.
Nel dicembre del 2005 e nel febbraio del 2014 ha compiuto la visita ad limina.
Dal 2007 al 2014 ha ricoperto la carica di delegato apostolico per i fedeli della Chiesa cattolica di rito bizantino-slavo in Polonia.
Il 16 aprile 2014 papa Francesco lo ha nominato vescovo di Legnica. Ha preso possesso della diocesi il 27 giugno successivo  e il giorno successivo è entrato solennemente nella cattedrale dei Santi Pietro e Paolo a Legnica.
Il 28 giugno 2021 l'arcidiocesi di Lublino ha annunciato che la Santa Sede aveva svolto un'indagine, basata sul motu proprio Vos estis lux mundi, in merito alla denunciata di negligenza nella gestione di un caso di abuso sessuale su minore compiuto da un sacerdote della diocesi di Siedlce a lui subordinato. A seguito dell'inchiesta, viste anche le difficoltà nella gestione della diocesi, il vescovo aveva rassegnato le dimissioni dalla guida della diocesi  che il pontefice aveva accettato quel giorno. In precedenza aveva comunicato di essersi dimesso a causa dell'imminente raggiungimento dell'età pensionabile. Ha continuato a reggere la diocesi fino al giorno successivo, quando il nuovo vescovo, monsignor Andrzej Siemieniewski, ha preso possesso della diocesi.
In seno alla Conferenza episcopale polacca è stato presidente dell'équipe per i contatti con la Conferenza episcopale di Francia; membro della commissione per il clero, dove ha partecipato attivamente ai lavori sul documento sul diaconato permanente; membro della commissione per la pastorale per due mandati; membro del comitato organizzatore nazionale della celebrazione del 1050º anniversario del Battesimo della Polonia nel 2016 e membro del gruppo per gli aspetti sociali dell'intronizzazione di Cristo "Re della Polonia".
Ha partecipato alla XI assemblea generale ordinaria del Sinodo dei vescovi che ha avuto luogo nella Città del Vaticano dal 2 al 23 ottobre 2005 sul tema "L'Eucaristia: fonte e culmine della vita e della missione della Chiesa" e alla XII assemblea generale ordinaria del Sinodo dei vescovi che ha avuto luogo nella Città del Vaticano dal 5 al 26 ottobre 2008 sul tema "La Parola di Dio nella vita e nella missione della Chiesa".

## Opere
- La crescita della comunità – corpo di cristo. L'identità e il dinamismo della vita cristiana rispecchiate nella dinamica del testo della Lettera ai Colossesi, Roma, Pontificio Instituto Biblico, 1983.
- Eucharystia i jedność, Częstochowa, Tygodnik Katolicki "Niedziela", 2000.
- Oto idziemy do Jerozolimy. Rozważania do Ewangelii Wielkiego Postu, Legnica, Diecezjalne Centrum Edukacyjne, 2016, ISBN 9788364013317.
- Droga ku zanurzeniu. Katechezy inicjacyjne, Legnica, Diecezjalne Centrum Edukacyjne, 2016, ISBN 9788364013324.

## Genealogia episcopale e successione apostolica
La genealogia episcopale è:
- Cardinale Scipione Rebiba
- Cardinale Giulio Antonio Santori
- Cardinale Girolamo Bernerio, O.P.
- Arcivescovo Galeazzo Sanvitale
- Cardinale Ludovico Ludovisi
- Cardinale Luigi Caetani
- Cardinale Ulderico Carpegna
- Cardinale Paluzzo Paluzzi Altieri degli Albertoni
- Papa Benedetto XIII
- Papa Benedetto XIV
- Papa Clemente XIII
- Cardinale Marcantonio Colonna
- Cardinale Giacinto Sigismondo Gerdil, B.
- Cardinale Giulio Maria della Somaglia
- Cardinale Carlo Odescalchi, S.I.
- Vescovo Eugène de Mazenod, O.M.I.
- Cardinale Joseph Hippolyte Guibert, O.M.I.
- Cardinale François-Marie-Benjamin Richard de la Vergne
- Cardinale Pietro Gasparri
- Cardinale Clemente Micara
- Cardinale Antonio Samorè
- Cardinale Angelo Sodano
- Vescovo Zbigniew Kiernikowski

La successione apostolica è:
- Vescovo Piotr Henryk Sawczuk